# Čarodějné pohádky
Čarodějné pohádky je český animovaný televizní seriál z roku 2002 vysílaný v rámci Večerníčku, kdy byla vysílána 1. série o sedmi dílech. Druhá šestidílná série byla natočena a vysílána o šest let později. Seriál byl natočen na základě knižní předlohy spisovatele Josefa Štefana Kubína. Scénář zpracovala Anna Habartová, která současně je podepsaná pod režií. Za kamerou stál Zdeněk Kovář. Hudbu složil Jan Holas. Seriál namluvila Barbora Hrzánová. Celkem bylo natočeno 13 epizod, v délce po 9 až 10 minutách.

## Synopse
Byl jednou jeden táta, který měl šest synů a jednu dceru. V první sérii je postupně posílal do světa na zkušenou, z nichž ten první jménem Pepin si vysloužil za ženu čarodějnickou dceru Meluzínku Amálku. Povedlo se jim utéct zlé čarodějnici i černokněžníkovi a oba pak bydleli ve studánce. V následujících epizodách pak švagrová Amálka pomáhala všem příbuzným svými kouzly…
V druhé sérii je hlavním hrdinou Honzíček, kterého Amálka v posledním díle první série naučila také kouzlit. A ten si poté na střeše vyhlíží nevěstu, přičemž vždy uvidí něco zajímavého a následně zažije různá dobrodružství…

## Seznam dílů
1. Pepin
2. Matěj
3. Kokeš
4. Labuť
5. Franta
6. Medvídek
7. Honzíček
8. Zálesák
9. Jablka
10. Rohatá
11. Drak
12. Parádyje
13. Kačenka

## Další tvůrci
- Spolupráce: Libuše Čihařová, Štěpánka Wlodarczyková, Dana Davidová
- Animace: Karel Trlica, Věra Michnová, Cilka Dvořáková, Růžena Brožková, Jarmila Rabanová, Gabriela Kovářová, Iva Vítová, Eva Višňáková, I. Vaněk, Miroslav Walter, Marie Mikešová, Ludmila Zápotocká, Andrea Loudová, Iveta Košecká
- Výtvarník: Tomáš Paul
- Výtvarná spolupráce: Maria Axamitová